# 卑爾根街車站 (IRT東公園道線)
卑爾根街車站（英語：Bergen Street station）是美國紐約地鐵IRT東公園道線慢車地鐵站，位於布魯克林公園斜道卑爾根街及夫拉特布殊大道，設有2號線（任何時候停站）、3號線（任何時候停站（深夜除外））與4號線（僅深夜停站）列車服務。

## 車站結構
| G  | 街道               | 出入口 |
| B1 | 夾層               | 閘機、車站詢問處                                                                                           |
| B2 | 側式月台，右側開門 | 側式月台，右側開門                                                                                         |
| B2 | 北行               | 往威克菲爾德-241街（大西洋大道-巴克萊中心） · 往哈萊姆-148街（ 深夜時往伍德羅恩）（大西洋大道-巴克萊中心） |
| B2 | 拉簾牆             | |
| B2 | 北行快速           | 不停靠 |
| B2 | 北行布萊頓線       | 不停靠 |
| B2 | 南行布萊頓線       | 不停靠 |
| B2 | 南行快速           | 不停靠 |
| B2 | 拉薕牆             | |
| B2 | 南行               | 往夫拉特布殊大道（大軍廣場） · （深夜時）往新地段大道（大軍廣場）                                          |
| B2 | 側式月台，右側開門 | |

此站設有兩個側式月台和六條軌道：最外側軌道由IRT慢車使用。往內為向上傾斜的IRT快車軌道。被快車軌道夾着的是BMT布萊頓線軌道。這些路線於此站興建時作為雙重合約的一部分同期興建，並設有一堵拉薕牆分隔慢車和快車軌道。

## 外部連結
- nycsubway.org（页面存档备份，存于）
  - Brooklyn IRT: Bergen Street（页面存档备份，存于） (text used with permission)
  - Brooklyn IRT: Map 2, Brooklyn IRT Dual Contracts（页面存档备份，存于） (includes current and former track configurations, and provisions for future connections)
- Station Reporter — 2 Train
- Station Reporter — 3 Train
- The Subway Nut — Bergen Street Pictures（页面存档备份，存于）
- Bergen Street entrance from Google Maps Street View
- Northbound platform from Google Maps Street View